# Baranamtarra
Baranamtarra va ser la Reina de Lagaix durant el segle XXIV aC.
L'any 2384 aC, Baranamtarra i el seu marit, Lugalanda, van prendre el poder de Lagash, una de les ciutats més antigues al Sumer. Els dos es van convertir en els majors propietaris de terres de la ciutat, i Baranamtarra tenia un temple i diverses propietats. La Reina Baranamtarra administrava les seves propietats i el temple de la deessa Bau. Va comprar i va vendre esclaus i va enviar missions diplomàtiques a estats veïns.
Registres existents reflecteixen les activitats empresarials privades de la muller reial durant gran edat de prosperitat i comerç internacional de Lagash. Baranamtara enviava roba de llana i plata a Dilmun i venia coure importat d'aquesta regió a la veïna ciutat d'Umma. D'acord amb les pràctiques habituals dels comerciants internacionals, va dedicar una estàtua de bronze a la deessa Nanshe. Per les seves propietats, a les que venia productes làctis, Baranamtara va comprar bestiar a Elam. L'expressió “Propietat de Baranamtara” es va trobar en llistes de persones, animals, propietats, i diversos objectes.
A causa de la inestabilitat política de l'època, va ser derrocada per un altre governant, Urukagina, l'any 2378.